# Spuistraat 289 (Amsterdam)
Spuistraat 289 is een gebouw in Amsterdam-Centrum.

## Geschiedenis
Tot 1928 stond hier een gemiddeld pakhuis, dat gebouwd werd aan de Nieuwezijds Achterburgwal. Die gracht werd in 1867 gedempt en kreeg de naam Spuistraat, het pand kreeg als huisnummer 289. Het pakhuis had drie bouwlagen met onder het puntdak en achter de puntgevel een zolder voor opslag. Elke bouwlaag had een toegang die geschikt was om lading middels de hijsbalk en touw naar buiten en binnen te voeren. De gevel werd afgesloten door een hijsbalk. Met de demping van de burgwal was het handhaven van het gebouw als pakhuis geen optie meer. Sinds 1919 was het gebouw in gebruik als onderdeel van café-restaurant Dorrius. Deze wilde het gebouw grondig verbouwen en koos er voor het historiserend te doen. Daarin werd het gesteund door Eelke van Houten van de Amsterdamse Bouw- en Woningtoezicht. Hij wilde weliswaar vernieuwen, maar op historische plekken herbruikte hij materialen die elders verloren dreigden te gaan. Het pand kreeg bij de verbouwing een geheel ander uiterlijk. De centrale toegang bleef, maar de gevel kreeg een moderne indeling met rechthoekige vensters tot aan de klokgevel met klein luikje en hijsbalk. Het hergebruik zat hem in die klokgevel, want die lag in opslag vanaf het moment dat het gebouw Rozengracht 150 in 1926 moest wijken voor De Zaaierkerk. Het behield wel het uiterlijk van een grachtenpand, maar dan van het luxere uitstraling. De uiteinden van het verplaatste geveldeel moest iets verlengd worden om geplaatst te kunnen worden.

Hert gebouw werd op 6 oktober 1970 opgenomen in het monumentenregister onder nummer 5614 onder de summiere omschrijving: 
Huis, vanwege natuurstenen afdekking van de klokvormige top (1e helft 18e eeuw)
Het pand wordt beschouwd als een van de Van Houtenmonumenten.

## Gevelsteen 't Schaep
Het gebouw heeft tussen begane grond en eerste verdieping een gevelsteen met daarop een schaap. De gevelsteen werd in ieder geval in 1928 geplaatst, maar zou dateren uit de tweede helft van de 18e eeuw. De gevelsteen wijzigt gedurende de jaren steeds van kleur. Soms is zij geheel wit (2021), maar ook soms gekleurd (1928 en 2011). Hetzelfde geldt voor het onderschrift. De steen meet 45 bij 53 centimeter.  Volgens De Telegraaf en De Locomotief uit 1928 verwijst ’t Schaep naar de familie Schaep, die het pakhuis in bezit of beheer had, maar of dat inderdaad het geval is, is onbekend.

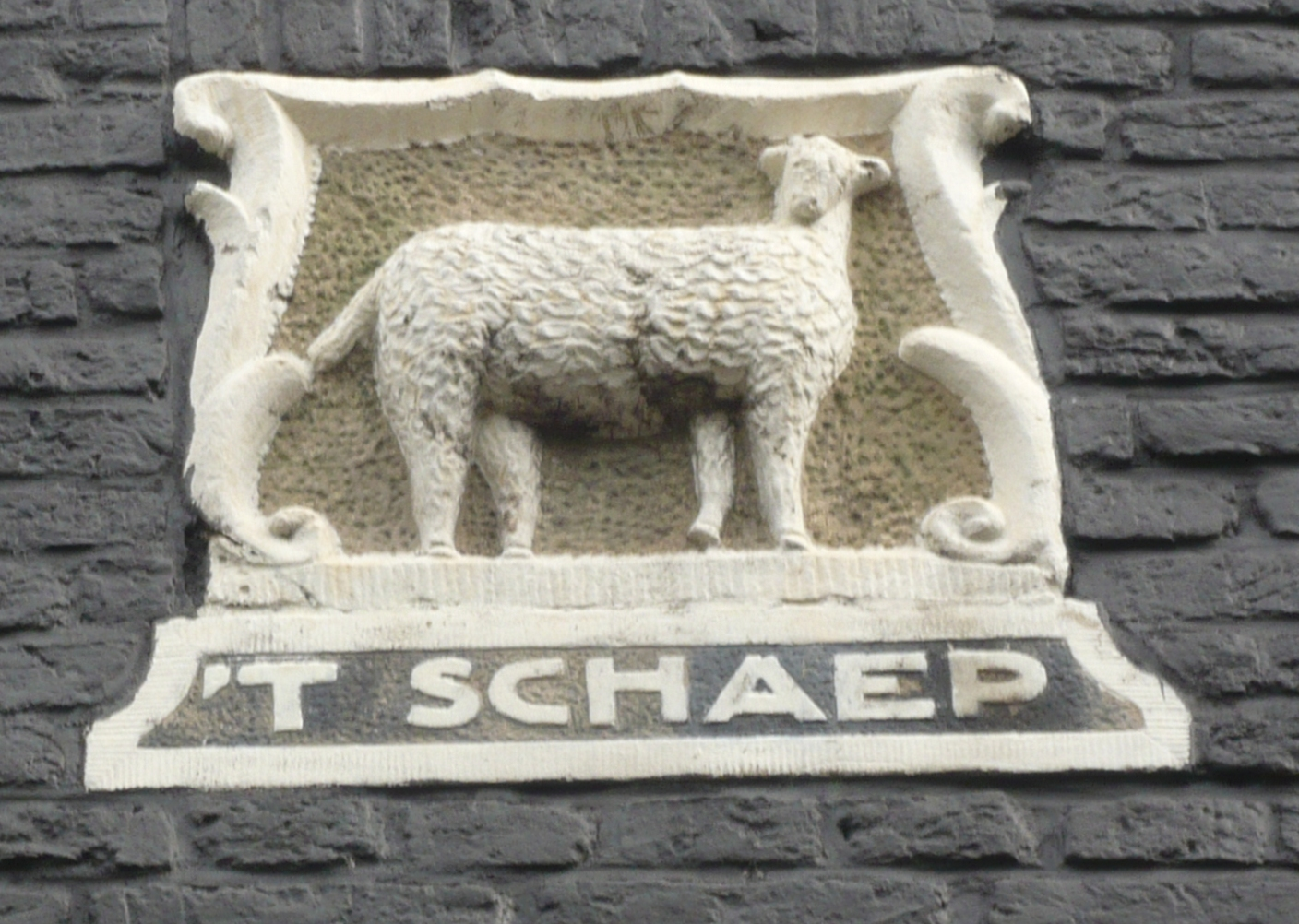
’t Schaep (september 2011)